# کاتج پوینت (نیو ساوت ولز)
کاتج پوینت (به انگلیسی: Cottage Point) یک حومه شهر در استرالیا است که در نیو ساوت ولز واقع شده‌است.